# Pomba-amargosa
Pomba-amargosa (nome científico: Patagioenas plumbea), ou picaçuroba, é uma espécie de ave da família Columbidae.

Pode ser encontrada nos seguintes países: Bolívia, Brasil, Colômbia, Equador, Guiana Francesa, Guiana, Panamá, Paraguai, Peru, Suriname e Venezuela.
Os seus habitats naturais são: florestas subtropicais ou tropicais húmidas de baixa altitude e regiões subtropicais ou tropicais húmidas de alta altitude.

## Nomes populares e etimologia
O nome pomba-amargosa foi selecionado como nome vernáculo técnico para a espécie pelo Comitê Brasileiro de Registros Ornitológicos (CBRO) em 2021. O nome picaçuroba vem do tupi, e possui o mesmo significado de pomba (pykasu) amargosa (roba).

## Subspécies
- P. p. chapmani (Ridgway, 1916) – oeste dos Andes, Colômbia e Equador.
- P. p. bogotensis Berlepsch & Leverkühn, 1890 – leste dos Andes da Venezuela e Colômbia até Bolívia (Cochabamba).
- P. p. wallacei (C. Chubb, 1917) – extremo leste da Venezuela, Guianas e leste da amazônia do Brasil.
- P. p. pallescens (E. Snethlage, 1908) – rio Purus ao Pará.
- P. p. baeri (Hellmayr, 1908) – centro do Brasil (Goiás, Minas Gerais).
- P. p. plumbea (Vieillot, 1818) – leste do Paraguai e sudeste do Brasil.